# Mineral Point (Missouri)
Mineral Point é uma cidade  localizada no estado americano de Missouri, no Condado de Washington.

## Demografia
Segundo o censo americano de 2000, a sua população era de 363 habitantes.
Em 2006, foi estimada uma população de 379, um aumento de 16 (4.4%).

## Geografia
De acordo com o United States Census Bureau tem uma área de
0,7 km², dos quais 0,7 km² cobertos por terra e 0,0 km² cobertos por água. Mineral Point localiza-se a aproximadamente 250 m acima do nível do mar.

## Localidades na vizinhança
O diagrama seguinte representa as localidades num raio de 20 km ao redor de Mineral Point.